# Enizemum nepalense
Enizemum nepalense är en stekelart som beskrevs av Kusigemati 1987. Enizemum nepalense ingår i släktet Enizemum och familjen brokparasitsteklar. Inga underarter finns listade i Catalogue of Life.